# Lucio Emilio Longo
Lucio Emilio Longo (en latín: Lucius Aemilius Longus) fue un senador romano que vivió en el siglo II, y desarrolló su cursus honorum bajo los reinados de Trajano, Adriano, Antonino Pío, y Marco Aurelio.
Los Fasti Ostienses, demuestran que Longo fue cónsul sufecto en el año 146 junto con Quinto Cornelio Próculo.